# Ståndskall
Ståndskall är ett rytmiskt skall som ställande hundar, till exempel älghundar, använder för att kontrollera upphunnet vilt. Ståndskall används också av skyddshundar för att hålla en flyende misstänkt på plats. Ståndskall är även ett bedömningsmoment i jaktprov och bruksprov för nämnda hundar.